# 罗伯茨根杰
罗伯茨根杰（Robertsganj）是印度北方邦Sonbhadra县的一个城镇。总人口32209（2001年）。

## 人口
该地2001年总人口32209人，其中男性17150人，女性15059人；0—6岁人口5168人，其中男2636人，女2532人；识字率66.16%，其中男性为73.60%，女性为57.69%。